# Пало-Патаре (Савона)
Пало-Патаре је насеље у Италији у округу Савона, региону Лигурија.
Према процени из 2011. у насељу је живело 128 становника. Насеље се налази на надморској висини од 737 м.